# 沧浪渠
沧浪渠，是中华人民共和国河北省沧州市东部地区主要季节性排水渠道，因1950年开挖时主要为排泄沧县浪洼积水，故名。现沧浪渠起自沧州市新华区小赵庄乡顾官屯村西南，大致于右侧的捷地减河平行向东北流，流经沧县东北部、黄骅市北部和天津市滨海新区南部等地区，于黄骅市南排河镇歧口村以北注入渤海。渠长68千米，设计流量100立方米每秒，汇水面积706平方千米，年最大入海量5960万立方米。